# Châtillon-sur-Colmont
Châtillon-sur-Colmont ist eine französische Gemeinde mit 960 Einwohnern (Stand: 1. Januar 2022) im Département Mayenne in der Region Pays de la Loire; sie gehört zum Arrondissement Mayenne und zum Kanton Gorron. Die Einwohner werden Châtillonais genannt.

## Geographie
Châtillon-sur-Colmont liegt zehn Kilometer nordwestlich des Stadtzentrums von Mayenne. An der nördlichen Gemeindegrenze verläuft der Fluss Colmont, ganz im Südwesten entspringt die Anxure. Umgeben wird Châtillon-sur-Colmont von den Nachbargemeinden Brecé im Norden, Saint-Mars-sur-Colmont im Nordosten, Oisseau im Osten, Saint-Georges-Buttavent im Süden und Südosten, Placé im Süden, Vautorte im Westen und Südwesten sowie Saint-Denis-de-Gastines im Westen.

## Bevölkerungsentwicklung
| Jahr                       | 1962 | 1968 | 1975 | 1982 | 1990 | 1999 | 2006 | 2019 |
| Einwohner                  | 1527 | 1378 | 1207 | 1086 | 1045 | 942  | 968  | 979  |
| Quellen: Cassini und INSEE |      |      |      |      |      |      |      |      |

## Sehenswürdigkeiten
- Allée couverte von Le Rocher
- Kirche Saint-Martin
- Kapelle Le Grattoir aus dem 19. Jahrhundert

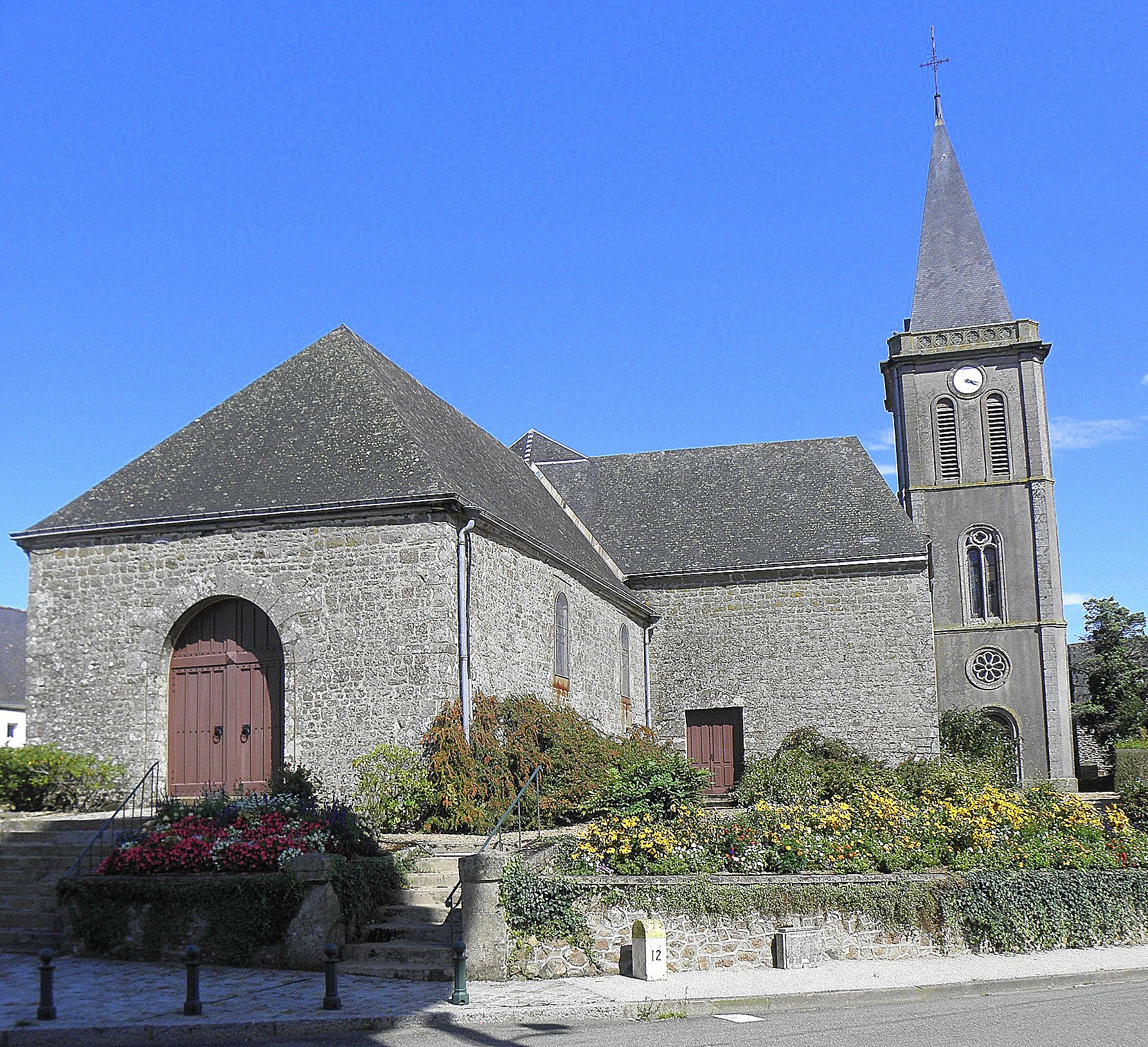
Kirche Saint-Martin

- Altes Pfarrhaus
- Schloss